# Quintus (praenomen)
Quintus (afkorting: Q.) was een praenomen in het Romeinse Rijk. De naam was gebruikelijk bij families uit zowel de stand van de patriciërs als van de plebejers. Er bestond een vrouwelijke variant: Quinta. Het preanomen Quintus was van invloed op de naamgeving van de Gens Quinctia en de Gens Quinctilia. 
Net als de namen Sextus (zesde) en Decimus (tiende), was ook Quintus afgeleid van een cijfer (vijfde). Het praenomen Quintus werd namelijk oorspronkelijk gegeven aan de vijfde geboren zoon of aan zonen geboren in de vijfde maand van het Romeinse jaar. Uiteindelijk speelde deze betekenis geen rol meer en kon de naam aan elke zoon gegeven worden, ongeacht wanneer hij geboren was. De naam ging ook vaak over van vader op zoon en bleef zodoende in de familie.
Quintus was een van de meest gebruikte namen in het Romeinse Rijk en stond qua populariteit op de vierde of vijfde plek. De naam heeft het Romeinse Rijk overleefd en wordt ook in de 20e en 21e eeuw nog gebruikt.
Beroemde dragers van het praenomen Quintus zijn:
- Quintus Appuleius Pansa
- Quintus Caecilius Metellus Macedonicus
- Quintus Caecilius Metellus Nepos
- Quintus Caecilius Metellus Numidicus
- Quintus Caecilius Metellus Pius Cornelianus Scipio Nasica
- Quintus Caecilius Metellus Pius
- Quintus Horatius Flaccus
- Quintus Junius Blaesus
- Quintus Lutatius Catulus
- Quintus Haterius
- Quintus Maecius Laetus
- Quintus Ostorius Scapula
- Quintus Pompeius Falco
- Quintus Tullius Cicero